# اداره‌های فدرال (آلمان)
اداره‌های فدرال در آلمان سازمان‌هایی هستند که برای کمک به قوه مجریه کشور در سطح فدرال بر اساس ماده ۸۶ قانون اساسی جمهوری فدرال آلمان (Grundgesetz) ایجاد می‌شوند. آنها به صورت سلسله مراتبی در چهار سطح سازماندهی می‌شوند:
- اداره‌های فدرال عالی (Oberste Bundesbehörden)، که از تمام سطوح دیگر متمایز می‌شوند و به‌طور خاص در قانون اساسی ذکر شده‌اند. برخی از آنها عبارتند از:
  - دفتر رئیس‌جمهور آلمان (Bundespräsidialamt)
  - دفتر رئیس بوندستاگ
  - صدراعظم آلمان (Bundeskanzleramt)
- تا آنجا که به اختیارات قوه مقننه فدرال مربوط می‌شود، می‌توان آژانس‌های فدرال بالا دستی (Bundesoberbehörden) بیشتری ایجاد کرد. این آژانس‌ها مستقیماً وابسته به یک وزارتخانه فدرال هستند و هیچ سازمان دیگری زیرمجموعه از آنها ندارند، مانند
- آژانس اطلاعات فدرال (Bundesnachrichtendienst)
- اداره فدرال نگهبانی از قانون اساسی (Bundesamt für Verfassungsschutz)

بر طبق ماده ۸۳ قانون اساسی، قوانین فدرال عموماً توسط قوه مجریه ایالت‌های آلمان اجرا می‌شود، به استثنای قوانینی که به موارد صریحی اشاره می‌کند که در خود قانون اساسی برشمرده شده‌است؛ بنابراین، تأسیس آژانس‌های فدرال سطح متوسط و پایین به اختیاراتی که صراحتاً توسط قانون اساسی اعطا شده‌است، مانند سیاست خارجی، مالیه عمومی، آبراه‌ها و کشتیرانی، کنترل مرزها، ارزیابی اطلاعاتی، امنیت ملی و تحقیقات جنایی نیز محدود می‌شود. همچنین به عنوان موارد مربوط به ارتش یا مسائل حمل و نقل هوایی و راه‌آهن.

## لیست اداره‌های فدرال

### اداره‌های عالی فدرال
| مخفف   | نام                                                     | مقر اصلی          | مقر فرعی      |
| ------ | ------------------------------------------------------- | ----------------- | ------------- |
| BPrA   | دفتر ریاست‌جمهوری                                        | برلین             | بن            |
| BT     | مدیریت مجلس فدرال                                       | برلین             | بن            |
| BR     | رئیس دفتر بوندسرات                                      | برلین             | بن            |
| BVerfG | دادگاه قانون اساسی (تاکنون بعنوان یک اداره عمل کرده‌است) | کارلسروهه         | –             |
| BRH    | اداره حسابرسی فدرال                                     | بن                | –             |
| BKAmt  | دفتر صدراعظم                                            | برلین             | بن            |
| BKM    | کمیسر فرهنگ و رسانه دولت فدرال                          | بن                | برلین         |
| BPA    | اداره اطلاعات و مطبوعات دولت فدرال                      | برلین             | بن            |
| BMWK   | وزارت فدرال اقتصاد و حفاظت از اقلیم                     | برلین             | بن            |
| BMF    | وزارت فدرال امور مالی                                   | برلین             | بن            |
| BMI    | وزارت فدرال امور داخله                                  | برلین             | بن            |
| AA     | وزارت امور خارجه                                        | برلین             | بن            |
| BMJ    | وزارت فدرال دادگستری                                    | برلین             | بن            |
| BMAS   | وزارت فدرال کار و امور اجتماعی                          | برلین             | بن            |
| BMVg   | وزارت فدرال دفاع                                        | بن                | برلین         |
| BMEL   | وزارت فدرال غذا و کشاورزی                               | بن                | برلین         |
| BMFSFJ | وزارت فدرال خانواده، سالمندان، زنان و جوانان            | برلین             | بن            |
| BMG    | وزارت فدرال سلامت                                       | بن                | برلین         |
| BMDV   | وزارت فدرال امور دیجیتال و حمل و نقل                    | برلین             | بن            |
| BMUV   | وزارت فدرال محیط زیست، ساختمان و ایمنی هسته‌ای           | بن                | برلین         |
| BMBF   | وزارت فدرال آموزش و پژوهش                               | بن                | برلین         |
| BMZ    | وزارت فدرال همکاری‌های اقتصادی و توسعه                   | بن                | برلین         |
| BMWSB  | وزارت فدرال مسکن، توسعه و ساخت شهری                     | بن                | برلین         |
| BBk    | دفتر مرکزی بانک مرکزی آلمان                             | فرانکفورت آم ماین | –             |
| BfDI   | کمیسر فدرال حفاظت از داده‌ها و فن‌آوری اطلاعات            | بن                | –             |
| BGH    | دادگاه فدرال دادگستری                                   | کارلسروهه         | –             |
| BAG    | دادگاه فدرال کار                                        | ارفورت            | –             |
| BFH    | دادگاه فدرال امور مالی                                  | مونیخ             | –             |
| BSG    | دادگاه فدرال امور اجتماعی                               | کاسل              | –             |
| BVerwG | دادگاه فدرال امور اداری                                 | لایپزیش           | –             |
| UKRat  | شورای مستقل نظارت                                       | برلین و پولاخ     | برلین و پولاخ |

### اداره‌های فدرال بالادستی
| مخفف          | نام | مرتبط به نهاد                                                     | مقر                      | ایالت                          |
| ------------- | --- | ----------------------------------------------------------------- | ------------------------ | ------------------------------ |
| BiZBw         | مرکز آموزش ارتش آلمان                                                                                  | وزارت فدرال دفاع                                                  | مانهایم                  | بادن وورتمبرگ                  |
| BAA           | اداره فدرال یکسان‌سازی                                                                                  | وزارت فدرال امور داخله                                            | باد هومبورگ فور در هوهه  | هسن                            |
| BAAINBw       | اداره فدرال تجهیزات، فناوری اطلاعات و استفاده از نیروهای مسلح آلمان                                    | وزارت فدرال دفاغ                                                  | کوبلنتس                  | راینلند فالتس                  |
| BfAA          | اداره فدرال امور خارجه                                                                                 | وزارت امور خارجه                                                  | براندنبورگ آن در هافل    | براندنبورگ                     |
| BAFA          | اداره فدرال اقتصاد و کنترل صادرات                                                                      | وزارت فدرال اقتصاد و حفاظت از اقلیم                               | اشبورن                   | هسن                            |
| BAFzA         | اداره فدرال خانواده و وظایف جامعه مدنی                                                                 | وزارت فدرال خانواده، سالمندان، زنان و جوانان                      | کلن                      | نوردراین وستفالن               |
| BAG           | اداره فدرال حمل و نقل کالا                                                                             | وزارت فدرال امور دیجیتال و حمل و نقل                              | کلن                      | نوردراین-وستفالن               |
| BAIUDBw       | اداره فدرال زیرساخت، حفاظت از محیط زیست و خدمات ارتش                                                   | وزارت فدرال دفاع                                                  | بن                       | Nordrhein-Westfalen            |
| BAMF          | اداره فدرال مهاجرت و پناهندگان                                                                         | وزارت فدرال امور داخله و کشور                                     | نورنبرگ                  | بایرن                          |
| BAR           | اداره فدرال استرداد خارجی                                                                              | کمیسر دولت فدرال برای فرهنگ و رسانه                               | کوبلنتس                  | Rheinland-Pfalz                |
| BArch         | آرشیو فدرال                                                                                            | کمیسر دولت فدرال برای فرهنگ و رسانه                               | کوبلنتس                  | Rheinland-Pfalz                |
| BADV          | دفتر فدرال خدمات مرکزی و مسائل ملکی حل نشده                                                            | وزارت فدرال امور داخله و کشور                                     | برلین                    | برلین                          |
| BAPersBw      | اداره فدرال مدیریت کارمندان ارتش                                                                       | وزارت فدرال دفاع                                                  | Köln                     | Nordrhein-Westfalen            |
| BAV           | آژانس فدرال خدمات اداری                                                                                | وزارت فدرال امور دیجیتال و حمل و نقل                              | آوریش                    | نیدرزاکسن                      |
| BBK           | اداره فدرال حفاظت مدنی و کمک در بلایای طبیعی                                                           | وزارت فدرال امور داخله و کشور                                     | Bonn                     | Nordrhein-Westfalen            |
| BBR           | اداره فدرال ساختمان و برنامه‌ریزی منطقه ای                                                              | وزارت فدرال امور داخله و کشور                                     | Bonn                     | Nordrhein-Westfalen            |
| BeschA        | دفتر تدارکات وزارت کشور فدرال                                                                          | وزارت فدرال امور داخله و کشور                                     | Bonn                     | Nordrhein-Westfalen            |
| BfArM         | موسسه فدرال داروسازی و محصولات پزشکی                                                                   | وزارت فدرال سلامت                                                 | Bonn                     | Nordrhein-Westfalen            |
| BEU           | اداره فدرال تحقیقات سوانح راه‌آهن                                                                       | وزارت فدرال امور دیجیتال و حمل و نقل                              | Bonn                     | Nordrhein-Westfalen            |
| BASE          | اداره فدرال برای ایمنی مدیریت زباله‌های هسته‌ای                                                          | وزارت فدرال محیط زیست، ساختمان، ایمنی هسته‌ای و حفاظت از مصرف‌کننده | Berlin (vorläufig)       | Berlin (vorläufig)             |
| BfN           | اداره فدرال حفاظت از منابع طبیعی                                                                       | وزارت فدرال محیط زیست، ساختمان، ایمنی هسته‌ای و حفاظت از مصرف‌کننده | Bonn                     | Nordrhein-Westfalen            |
| BfS           | اداره فدرال حفاظت در برابر تشعشع                                                                       | وزارت فدرال محیط زیست، ساختمان، ایمنی هسته‌ای و حفاظت از مصرف‌کننده | زالتسگیتر                | Niedersachsen                  |
| BFU           | اداره فدرال برای بررسی سانحه هواپیما                                                                   | وزارت فدرال امور دیجیتال و حمل و نقل                              | براونشوایگ               | Niedersachsen                  |
| BAF           | دفتر نظارت فدرال برای کنترل ترافیک هوایی                                                               | وزارت فدرال امور دیجیتال و حمل و نقل                              | لانگن (هسن)              | Hessen                         |
| BfV           | اداره فدرال نگهبانی از قانون اساسی                                                                     | وزارت فدرال امور داخله و کشور                                     | Köln                     | Nordrhein-Westfalen            |
| BfJ           | اداره فدرال دادگستری                                                                                   | وزارت فدرال دادگستری                                              | Bonn                     | Nordrhein-Westfalen            |
| BKA           | اداره فدرال امور جنایی                                                                                 | وزارت فدرال امور داخله و کشور                                     | ویسبادن                  | Hessen                         |
| BKG           | آژانس فدرال نقشه‌برداری و زمین‌شناسی                                                                     | وزارت فدرال امور داخله و کشور                                     | Frankfurt am Main        | Hessen                         |
| BKGE          | موسسه فدرال فرهنگ و تاریخ آلمانی‌ها در اروپای شرقی                                                      | کمیسر دولت فدرال برای فرهنگ و رسانه                               | اولدنبورگ                | Niedersachsen                  |
| BND           | آژانس اطلاعات فدرال                                                                                    | دفتر صدراعظم                                                      | Berlin                   | Berlin                         |
| BPOLP         | ستاد پلیس فدرال                                                                                        | وزارت فدرال امور داخله و کشور                                     | Potsdam                  | Brandenburg                    |
| BSI           | اداره فدرال امنیت در فناوری اطلاعات                                                                    | وزارت فدرال امور داخله و کشور                                     | Bonn                     | Nordrhein-Westfalen            |
| BSH           | اداره فدرال دریانوردی و هیدروگرافی                                                                     | وزارت فدرال امور دیجیتال و حمل و نقل                              | هامبورگ und روستوک       | هامبورگ bzw. مکلنبورگ-فورپومرن |
| BSU           | دفتر فدرال تحقیقات سوانح دریایی                                                                        | وزارت فدرال امور دیجیتال و حمل و نقل                              | Hamburg                  | Hamburg                        |
| BKartA        | دفتر کارتل فدرال                                                                                       | وزارت فدرال اقتصاد و حفاظت از اقلیم                               | Bonn                     | Nordrhein-Westfalen            |
| BzKJ          | آژانس فدرال برای حمایت از کودکان و جوانان در رسانه‌ها                                                   | وزارت فدرال خانواده، سالمندان، زنان و جوانان                      | Bonn                     | Nordrhein-Westfalen            |
| BSA           | اداره فدرال حفاظت از تنوع گیاهی                                                                        | وزارت فدرال غذا و کشاورزی                                         | هانوفر                   | Niedersachsen                  |
| BSprA         | اداره فدرال زبان‌ها                                                                                     | وزارت فدرال دفاع                                                  | هورت                     | Nordrhein-Westfalen            |
| BAS           | اداره فدرال تأمین اجتماعی                                                                              | وزارت فدرال کار و امور اجتماعی، وزارت فدرال سلامت                 | Bonn                     | Nordrhein-Westfalen            |
| BVA           | اداره فدرال مدیریت اداری                                                                               | وزارت فدرال امور داخله و کشور                                     | Köln                     | Nordrhein-Westfalen            |
| BVL           | اداره فدرال حمایت از مصرف‌کننده و ایمنی مواد غذایی                                                      | وزارت فدرال غذا و کشاورزی                                         | Braunschweig             | Niedersachsen                  |
| BZgA          | مرکز فدرال آموزش بهداشت                                                                                | وزارت فدرال سلامت                                                 | Köln                     | Nordrhein-Westfalen            |
| BZSt          | اداره مالیات مرکزی فدرال                                                                               | وزارت فدرال امور مالی                                             | Bonn                     | Nordrhein-Westfalen            |
| DPMA          | اداره ثبت اختراعات و علائم تجاری آلمان                                                                 | وزارت فدرال دادگستری                                              | مونیخ                    | Bayern                         |
| EBA           | اداره فدرال راه‌آهن                                                                                     | وزارت فدرال امور دیجیتال و حمل و نقل                              | Bonn                     | Nordrhein-Westfalen            |
| EKA           | دفتر کلیسای انجیلی برای نیروهای مسلح آلمان                                                             | وزارت دفاع فدرال آلمان                                            | Berlin                   | Berlin                         |
| FBA           | اداره فدرال بزرگ‌راه‌ها                                                                                  | وزارت فدرال امور دیجیتال و حمل و نقل                              | لایپزیگ                  | زاکسن                          |
| GZD           | اداره کل گمرک                                                                                          | وزارت فدرال امور مالی                                             | Bonn                     | Nordrhein-Westfalen            |
| HSU/UniBw H   | دانشگاه هلموت اشمیت، دانشگاه بوندسور هامبورگ                                                           | وزارت دفاع فدرال آلمان                                            | هامبورگ                  | هامبورگ                        |
| ITZBund       | مرکز فدرال فناوری اطلاعات                                                                              | وزارت فدرال امور مالی                                             | Bonn                     | Nordrhein-Westfalen            |
| KMBA          | دفتر اسقف نظامی کاتولیک                                                                                | وزارت دفاع فدرال آلمان                                            | برلین                    | برلین                          |
| KBA           | سازمان فدرال حمل و نقل موتوری                                                                          | وزارت فدرال امور دیجیتال و حمل و نقل                              | فلنسبورگ                 | شلسویگ-هولشتاین                |
| LBA           | سازمان فدرال حمل و نقل هوایی                                                                           | وزارت فدرال امور دیجیتال و حمل و نقل                              | براونشوایگ               | Niedersachsen                  |
| LufABw        | دفتر هوانوردی نیروهای مسلح آلمان                                                                       | وزارت دفاع فدرال آلمان                                            | Köln                     | Nordrhein-Westfalen            |
| BAMAD         | دفتر فدرال سرویس ضد جاسوسی نظامی                                                                       | وزارت دفاع فدرال آلمان                                            | Köln                     | Nordrhein-Westfalen            |
| PlgABw        | دفتر برنامه‌ریزی نیروهای مسلح                                                                           | وزارت دفاع فدرال آلمان                                            | Berlin                   | Berlin                         |
| BNetzA        | آژانس شبکه فدرال برای برق، گاز، مخابرات، پست و راه آهن                                                 | وزارت فدرال اقتصاد و حفاظت محیط زیست                              | Bonn                     | Nordrhein-Westfalen            |
| StBA/Destatis | اداره فدرال آمار آلمان                                                                                 | وزارت فدرال امور داخله و کشور                                     | Wiesbaden                | Hessen                         |
| UBA           | اداره فدرال محیط زیست                                                                                  | وزارت فدرال محیط زیست، ایمنی هسته و حفاظت از مصرف‌کننده            | دسائو-روسلائو            | زاکسن-آنهالت                   |
| UniBw M       | دانشگاه بوندسور مونیخ                                                                                  | وزارت دفاع فدرال آلمان                                            | München                  | Bayern                         |
| ZKA           | اداره پلیس جنایی گمرک (به عنوان اداره هشتم اداره کل گمرک)                                              | وزارت فدرال امور مالی                                             | Köln                     | Nordrhein-Westfalen            |
| BAM           | موسسه فدرال تحقیقات و آزمایش مواد                                                                      | وزارت فدرال اقتصاد و حفاظت از محیط زیست                           | Berlin                   | Berlin                         |
| BASt          | موسسه فدرال تحقیقات بزرگراه‌ها                                                                          | وزارت فدرال امور دیجیتال و حمل و نثل                              | برگیش گلادباخ            | Nordrhein-Westfalen            |
| BAuA          | موسسه فدرال ایمنی و بهداشت شغلی                                                                        | وزارت فدرال کار و امور اجتماعی                                    | دورتموند                 | Nordrhein-Westfalen            |
| BAW           | موسسه فدرال مهندسی هیدرولیک                                                                            | وزارت فدرال امور دیجیتال و حمل و نقل                              | کارلسروهه                | Baden-Württemberg              |
| BfG           | Bundesanstalt für Gewässerkunde                                                                        | Bundesministerium für Digitales und Verkehr                       | Koblenz                  | Rheinland-Pfalz                |
| BGR           | Bundesanstalt für Geowissenschaften und Rohstoffe                                                      | Bundesministerium für Wirtschaft und Klimaschutz                  | Hannover                 | Niedersachsen                  |
| BiB           | Bundesinstitut für Bevölkerungsforschung                                                               | Bundesministerium des Innern und für Heimat                       | Wiesbaden                | Hessen                         |
| BISp          | Bundesinstitut für Sportwissenschaft                                                                   | Bundesministerium des Innern und für Heimat                       | Bonn                     | Nordrhein-Westfalen            |
| bpb           | Bundeszentrale für politische Bildung                                                                  | Bundesministerium des Innern und für Heimat                       | Bonn                     | Nordrhein-Westfalen            |
| DAI           | مؤسسه باستان‌شناسی آلمان                                                                                | وزارت خارجه آلمان                                                 | Berlin                   | Berlin                         |
| PTB           | Physikalisch-Technische Bundesanstalt                                                                  | Bundesministerium für Wirtschaft und Klimaschutz                  | Braunschweig             | Niedersachsen                  |
| FLI           | Friedrich-Loeffler-Institut – Bundesforschungsinstitut für Tiergesundheit                              | Bundesministerium für Ernährung und Landwirtschaft                | گرایفسوالد – Insel Riems | Mecklenburg-Vorpommern         |
| JKI           | Julius Kühn-Institut – Bundesforschungsinstitut für Kulturpflanzen                                     | Bundesministerium für Ernährung und Landwirtschaft                | کوئدلیندبورگ             | Sachsen-Anhalt                 |
| MRI           | Max Rubner-Institut – Bundesforschungsinstitut für Ernährung und Lebensmittel                          | Bundesministerium für Ernährung und Landwirtschaft                | Karlsruhe                | Baden-Württemberg              |
| PEI           | Paul-Ehrlich-Institut – Bundesinstitut für Impfstoffe und biomedizinische Arzneimittel                 | Bundesministerium für Gesundheit                                  | لانگن (هسن)              | Hessen                         |
| RKI           | مؤسسه روبرت کخ – Bundesinstitut für Infektionskrankheiten und nicht übertragbare Krankheiten           | Bundesministerium für Gesundheit                                  | Berlin                   | Berlin                         |
| TI            | Johann Heinrich von Thünen-Institut – Bundesforschungsinstitut für Ländliche Räume, Wald und Fischerei | Bundesministerium für Ernährung und Landwirtschaft                | Braunschweig             | Niedersachsen                  |
| THW           | Bundesanstalt Technisches Hilfswerk                                                                    | Bundesministerium des Innern und für Heimat                       | Bonn                     | Nordrhein-Westfalen            |
| ZITiS         | Zentrale Stelle für Informationstechnik im Sicherheitsbereich                                          | Bundesministerium des Innern und für Heimat                       | München                  | Bayern                         |